# Kalliope

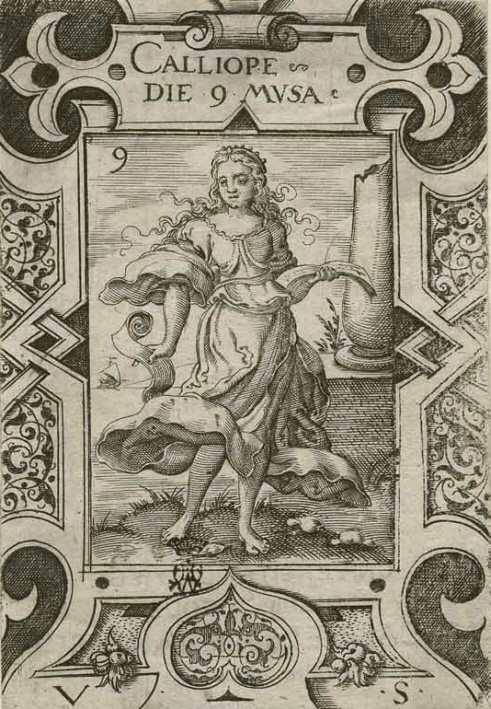
Kalliope (Stich von Virgil Solis aus P. Ovidii Metamorphosis von 1562).

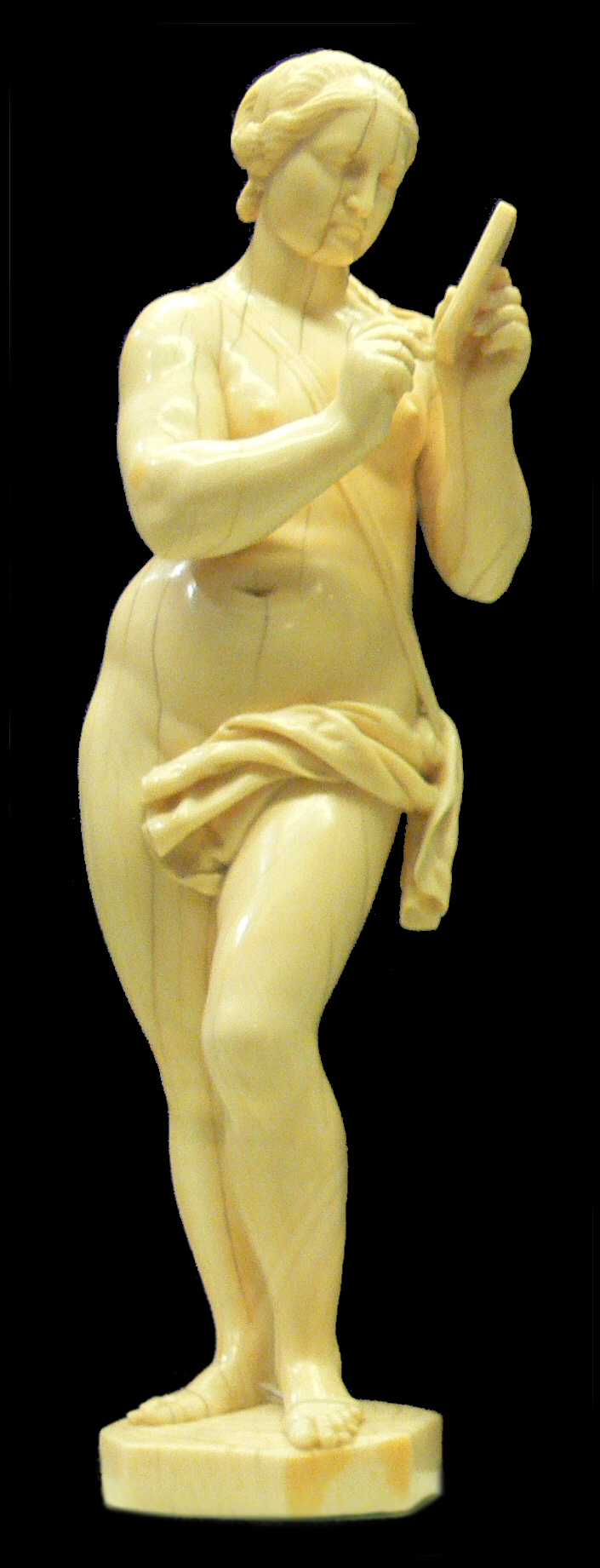
Kalliope (Skulptur von Leonhard Kern, um 1640)

Kalliope (altgriechisch Καλλιόπη Kalliópē oder auch Καλλιόπεια Kalliópeia, deutsch ‚die Schönstimmige‘, lateinisch Calliopa), nach der Griechischen Mythologie eine der neun Töchter des Zeus und der Mnemosyne, ist die Muse der epischen Dichtung, der Wissenschaft, der Philosophie und des Saitenspiels sowie des Epos und der Elegie. Mit Apollon hat sie die Söhne Orpheus und Linos.
Kalliope ist die älteste und weiseste der neun klassischen Musen und war daher die Richterin im Streit zwischen Aphrodite und Persephone über den Adonis. Diese Episode – Das Urteil der Kalliope – wird im Intermezzo von Hans Werner Henzes Oper Die Bassariden dargestellt.
Ihr Attribut ist die Schreibtafel.